# Eichfeld (Mureck)
Eichfeld (fino al 1964 Unterrakitsch) è una frazione di 884 abitanti del comune austriaco di Mureck, nel distretto di Südoststeiermark, in Stiria. Già comune autonomo, il 1º gennaio 2015 è stato aggregato a Mureck assieme all'altro comune soppresso di Gosdorf.